# El talp, un infiltrat a Corea del Nord
El talp, un infiltrat a Corea del Nord (originalment en anglès, The Mole – Undercover in North Korea) o L'infiltrat és una minisèrie documental del 2020 escrita i dirigida per Mads Brügger. El documental està produït per Wingman Media i Piraya Film, amb DR, NRK, SVT i BBC Storyville com a coproductores.
La sèrie segueix Ulrich Larsen, anomenat "el talp", un antic xef que viu de prestacions que es passa 10 anys infiltrat a l'Associació d'Amistat amb Corea (KFA). Ràpidament puja de rang i es guanya la confiança del líder de la KFA, Alejandro Cao de Benós. Cao de Benós diu al "talp" que busca possibles inversors per a Corea del Nord, malgrat les sancions al país. Brügger decideix incloure a la història un tal "Senyor James" (Jim Latrache-Qvortrup), fent-se passar per un possible inversor. Després d'una reunió amb Cao de Benós sobre una possible venda de drogues i armes de Corea del Nord, el talp i el senyor James viatgen a Corea del Nord, on signen un contracte amb les institucions per produir drogues i armes en un altre país. El senyor James es troba de nou amb els funcionaris nord-coreans a Uganda, on discuteixen la compra d'una illa al llac Victòria per construir una fàbrica subterrània de drogues i armes, sota l'excusa d'aixecar un hotel de luxe.
Els ministres d'Afers Exteriors suec i danès, Ann Linde i Jeppe Kofoed, van anunciar el 12 d'octubre de 2020 que posarien el documental en coneixement del Comitè de Sancions de l'ONU i que també plantejarien les revelacions a la Unió Europea.
Corea del Nord, des de la seva ambaixada a Suècia, va negar les acusacions fetes al documental i ho va qualificar de "muntatge". El 7 de desembre de 2021 es va estrenar el doblatge en català a TV3. Actualment, es pot veure subtitulat en català a FilminCAT.